# Grande Prêmio da Argentina de 1953
Resultados do Grande Prêmio da Argentina de Fórmula 1 realizado em Buenos Aires à 18 de janeiro de 1953. Etapa de abertura da temporada, nela o italiano Alberto Ascari completou sete vitórias consecutivas, recorde vigente por sessenta anos até ser batido por Sebastian Vettel em 2013.

## Classificação da prova
| Pos. | Nº | Piloto                           | Construtor            | Voltas | Tempo/Diferença | Grid | Pontos |
| ---- | -- | -------------------------------- | --------------------- | ------ | --------------- | ---- | ------ |
| 1    | 10 | Alberto Ascari                   | Ferrari               | 97     | 3:01:04.6       | 1    | 9      |
| 2    | 14 | Luigi Villoresi                  | Ferrari               | 96     | +1 volta        | 3    | 6      |
| 3    | 4  | José Froilán González            | Maserati              | 96     | +1 volta        | 5    | 4      |
| 4    | 16 | Mike Hawthorn                    | Ferrari               | 96     | +1 volta        | 6    | 3      |
| 5    | 8  | Oscar Gálvez                     | Maserati              | 96     | +1 volta        | 9    | 2      |
| 6    | 30 | Jean Behra                       | Gordini               | 94     | +3 voltas       | 11   |        |
| 7    | 28 | Maurice Trintignant Harry Schell | Gordini               | 91     | +6 voltas       | 7    |        |
| 8    | 22 | John Barber                      | Cooper-Bristol        | 90     | +7 voltas       | 16   |        |
| 9    | 20 | Alan Brown                       | Cooper-Bristol        | 87     | +10 voltas      | 12   |        |
| Ret  | 26 | Robert Manzon                    | Gordini               | 67     | Roda solta      | 8    |        |
| Ret  | 2  | Juan Manuel Fangio               | Maserati              | 36     | Transmissão     | 2    |        |
| Ret  | 6  | Felice Bonetto                   | Maserati              | 32     | Transmissão     | 15   |        |
| Ret  | 12 | Nino Farina                      | Ferrari               | 31     | Acidente        | 4    |        |
| Ret  | 32 | Carlos Menditeguy                | Gordini               | 24     | Câmbio          | 10   |        |
| Ret  | 34 | Pablo Birger                     | Simca-Gordini-Gordini | 21     | Diferencial     | 14   |        |
| Ret  | 24 | Adolfo Schwelm Cruz              | Cooper-Bristol        | 20     | Roda solta      | 13   |        |